# کابوره
اورالدو ده حسوس پریرا  یا کابوره (متولد ۱۹ فوریه ۱۹۸۰ در سالوادور) بازیکن فوتبال در پست مهاجم اهل برزیل است 

## باشگاهی
وی در تیم فوتبال ام صلال از فوتبال خداحافظی کرد.

## افتخارات

### افتخارات فردی
- آقای گل کی‌لیگ: ۲۰۰۷
- آقای گل لیگ ستارگان قطر: ۲۰۰۹/۱۰